# Miha First
Miha First je skupina anonimnih slovenskih novinarjev in ljubiteljev hrane, ki ocenjujejo gostilne po Sloveniji in v bližnji tujini.
Ustanovni člani skupine Miha First so z objavljanjem ocen gostiln začeli leta 2008 v dnevnem časopisu Indirekt, pozneje v brezplačniku Dobro jutro, med leti 2010 in 2019 v spletnem mediju Siol.net, od leta 2019 pa v časopisu Dnevnik, na Dnevnikovem spletnem mestu  in na spletnem mestu Miha First. Skupina Miha First od leta 2022 sodeluje tudi z Nedeljskim dnevnikom, kjer v rubriki Po domače objavlja članke o kakovostnih in cenovno ugodnih gostilnah.